# Акарсу, Хикмет Темель
Хикмет Темель Акарсу (род. 1960, Гюмюшхане) — турецкий писатель, сатирик, драматург, автор романов, повестей, рассказов.

## Биография
Родился в Гюмюшхане. Переехал с семьёй в Стамбул в возрасте девяти лет. После окончания Стамбульского Технического Университета, факультета архитектуры, посвятил себя мечте своей жизни — письму.
Его литературное творчество включает в себя работу во всех направлениях: эссе, статьи, критику, пьесы, сценарии. Помимо серии романов, его сатирическая проза и критические эссе получили широкое общественное признание. Его романы, отражающие тяжёлые годы Турции, оставили меланхолический привкус в умах читателей.
Его эссе появились в широком кругу уважаемых литературных журналов, включая Varlik, Gösteri, Radikal Kitap, Cumhuriyet Kitap и Yasak Meyve. Он также писал в различных рубриках газет какое-то время. Его радиопьеса «Calinan Tez (Украденный тезис)» получила награду от Корпорации Турецкого Радио и телевидения (TRT). Его рассказы были изданы Inkilap Yayinlari под заголовком «Babalar ve Kizlari (Отцы и их дочери)» в 2005 году. Более того, он внёс вклад в подростковую художественную литературу романом «Guzelcamli’nin Kayip Panteri (Потерянная пантера Гузельджамлы)», которая была издана в 2006 году Can Yayinlari. Его радиопьеса «Tashan» транслировалась на TRT 1 с 14 по 22 июля 2006 года. Он член пен-клуба, Союза Турецких Писателей и Союза Архитекторов.

## Опубликованные романы
- Aleladelik Çagi-Kayip Kusak 1 (Inkilap Yayinlari) 1989 (Век простоты — Потерянное поколение 1- Inkilap Yayinlari-1989)
- Çaresiz Zamanlar — Kayip Kusak 2 (Inkilap Yayinlari) 1992 (Безнадёжные времена — Потерянное поколение 2 — Inkilap Yayinlari- 1992)
- Yeniklerin Aski — Kayip Kusak 3 (Inkilap Yayinlari) 1991 (Любовь побеждённых — Потерянное поколение 3 — Inkilap Yayinlari- 1991)
- Sevgili Superi — Kayip Kusak 4 (Inkilap Yayinlari) 1988 (Дорогая водяная нимфа — Потерянное поколение 4 — Inkilap Yayinlari- 1988)
- Kaybedenlerin Öyküsü — Istanbul Dörtlüsü 1 (Inkilap Yayinlari) 1998 (История Неудачников — Стамбульский Квартет 1 — Inkilap Yayinlari- 1998)
- Ingiliz — Istanbul Dörtlüsü 2 (Inkilap Yayinlari) 1999 (Англичанин — Стамбульский квартет 2 — Inkilap Yayinlari- 1999)
- Küçük Seytan — Istanbul Dörtlüsü 3 (Inkilap Yayinlari) 1999 (Маленький дьявол — Стамбульский квартет 3 — Inkilap Yayinlari-1999)
- Media — Istanbul Dörtlüsü 4 (Inkilap Yayinlari) 2000 (Медия — Стамбульский Квартет 4-2000)
- Aseksüel Koloni ya da Antiope — Ölümsüz Antikite 1 (Telos) 2002 (Асексуальная колония или Антиопа — Бессмертная античность 1 — Telos — 2002)
- Siber Tragedya ya da Iphigenia — Ölümsüz Antikite 2 (Telos) 2003 (Кибер трагедия или Ифигения — Бессмертная античность 2 — Telos — 2003)
- Casus Belli ya da Helena — Ölümsüz Antikite 3 (Telos) 2003 (Казус белли или Елена — Бессмертная античность 3 — Telos 2003)
- Özgürlerin Kaderi — Roman (Nefti Yayıncılık) (2008) (Судьба свободных — Nefti — 2008)
- Nihilist — Roman (Doğan Kitap) (2010) (Нигилист — Doğan — 2010)
- Konstantinopolis Kapılarında — Roman (Doğan Kitap) (У ворот Константинополя — Doğan — 2012)

## Опубликованные рассказы
- Babalar ve Kizlari — (Inkilap Yayinlari) 2005 (Отцы и дочери — Inkilap Yayinlari — 2005)
- Güzelçamli’nin Kayip Panteri — Gençlik (Can Yayinlari) 2005 (Потерянная пантера Гюзелчамили — Детская книга — Can Yayinlari 2005)
- Dekadans Geceleri — (Varlik Yayinlari) 2008 (Ночи декадентства — Varlik Yayinlari — 2008)
- Çevreci Peri (Çevreci Peri Masalları:1) — Зелёная Фея (Зелёные Сказки:1) — Çizmeli Kedi Yayınları (2010)

## Эссе, диссертации, мемуары
- Bağdat Caddesi — (2010) — Багдад Авеню

## Пьесы в репертуаре государственных театров
- Yazar Ajani — Oyun (3 Perde) (Devlet Tiyatrolari) (Агент писатель — пьеса — 3акта — Государственный театр)
- Asilzadeler — Oyun (3 Perde) (Ömer Seyfettin’den Uyarlama) (Devlet Tiyatrolari)(Аристократы — пьеса — 3акта — адаптация Ömer Seyfettin — Государственный театр)
- Ekodekalog — Oyun (3 Perde) (Devlet Tiyatroları)(Экодекалог — пьеса — 3 акта — Государственный театр)
- Osmanlı Sefiri — Oyun (3 Perde) (Devlet Tiyatroları) (Оттоманский посол — пьеса — 3 акта — Государственный театр)
- Çevreci Dede — Çocuk Oyunu (3 Perde) (Devlet Tiyatroları) (Дедушка — защитник окружающей среды — детский спектакль — 3акта — Государственный театр)
- Çariçenin Fendi — Oyun (3 Perde) (Devlet Tiyatroları) (Мошенничество Царины — пьеса — 3акта — Государственный театр)
- Malazgirt: Özgürlerin Kaderi — Oyun (4 Perde) (Devlet Tiyatroları) (Манцикерт: судьба свободных — пьеса — 4акта- Государственный театр)
- Yurtdışı Sevdası — Oyun (4 Perde)(Devlet Tiyatroları) (Поклонение перед зарубежьем — пьеса — 4 Акта — Государственный театр)
- Ruhbanlar (Teolojik Dörtlü:3), «Духовенство» (Теологический квартет:3), Трагедия, Государственный театр

## Радио постановки в репертуареТурецкая телерадиокомпания(ТРТ)
- Çalinan Tez — Radyo Oyunu (TRT)(Украденный тезис — радиопьеса — Турецкая телерадиокомпания)
- Taşhan — Arkası Yarin (TRT)(Ташан — Радио сериал — Турецкая телерадиокомпания)
- Yurtdışı Sevdası — Arkası Yarin (TRT) (Поклонение перед зарубежьем — радиосериал — Турецкая телерадиокомпания)